# Mille Gejl
Mille Gejl Jensen (Dinamarca, 23 de septiembre de 1999) es una futbolista danesa. Juega como centrocampista en el North Carolina Courage de la National Women's Soccer League de Estados Unidos y forma parte de la selección de Dinamarca.

## Selección nacional
Convocada con la selección danesa Sub-19 desde 2016, comparte con sus compañeras el acceso a la fase final del Campeonato Europeo Femenino Sub-19 de la UEFA 2018 en Suiza, donde quedarían en semifinales eliminadas por España, que en esa edición consiguió su tercer título.
Tras una etapa en la selección sub-23 en 2018, a partir del año siguiente entró en la plantilla con la selección absoluta debutando el 21 de enero en la victoria amistosa por 1-0 sobre Finlandia, sustituyendo a Pernille Harder en el minuto 46.
Gejl es internacional con la selección nacional de Dinamarca, apareciendo con el equipo durante el ciclo de Clasificación para la Eurocopa Femenina 2021.

## Clubes
| Club                   | País           | Año             |
| ---------------------- | -------------- | --------------- |
| Varde IF               | Dinamarca      | - 2015          |
| KoldingQ               | Dinamarca      | 2015 - 2018     |
| Brøndby IF             | Dinamarca      | 2018 - 2021     |
| BK Häcken              | Suecia         | 2021 - 2022     |
| North Carolina Courage | Estados Unidos | 2023 - presente |

## Palmarés

### Títulos nacionales
| Título          | Club       | País      | Año     |
| --------------- | ---------- | --------- | ------- |
| Elitedivisionen | Brøndby IF | Dinamarca | 2018-19 |
| Damallsvenskan  | BK Häcken  | Suecia    | 2021    |